# Christelle Delarue
Pour les articles homonymes, voir Delarue.
Christelle Delarue, née le 18 janvier 1982 à Colombes, est une militante, féministe et activiste française.
Après un parcours de dix ans au sein d'agences de publicité françaises et internationales, elle fonde, en 2012, la première agence féministe engagée pour les droits des femmes : Mad&Woman,. Depuis fermée, l'objectif de cette agence était de changer l'image des femmes dans cette industrie, en prônant notamment le Femvertising au détriment du Femwashing.
En 2018, le groupe Altavia rachète l'entreprise qui devient Mad&Women.
Le 3 mars 2021, elle est elle-même accusée de harcèlement moral, sexuel et de FemWashing de la part d'anciens employés, dans un article paru dans Challenges.

## Biographie
Née en 1982 dans les Hauts-de-Seine, Christelle Delarue y obtient un baccalauréat en sciences économiques et sociales puis valide un master en marketing et stratégie globale de publicité et de communication à l'ISCOM[Quoi ?][réf. nécessaire].

### Carrière
En 2004, après un passage chez Havas à New York, elle devient cheffe de projet chez McCann-Erickson Paris. Un an plus tard, elle quitte l'agence pour rejoindre TBWA Paris en tant que directrice commerciale. Elle y restera plus de 5 ans avant d'intégrer l'agence Buzzman en qualité de directrice exécutive[réf. nécessaire].
En 2012, Christelle Delarue est directrice générale associée de Marcel, agence du groupe Publicis, mais entreprend un voyage initiatique loin des agences parisiennes. À son retour, elle fonde la première agence de publicité féministe : Mad&Woman. Cette dernière ambitionne de révolutionner l'industrie des images en prônant une publicité saine, respectueuse et responsable. Elle accompagne ainsi marques, associations et institutions sur le chemin d'une communication responsable sans biais sexistes, misogynes, dégradants ou discriminants.
En 2018, l'agence devient Mad&Women après avoir intégré le groupe de retail[Quoi ?] international Altavia. Elle quitte la présidence de Mad&Women quelque temps après.

### Engagements associatifs
Christelle Delarue a co-fondé, incubé ou collaboré avec différents collectifs féministes, parmi lesquels : Les Glorieuses, le collectif 52, Empow'Her, Women Safe, ONU Femmes France, TEDxWomen en France ou encore les Lionnes.

### Engagements militants
Au-delà de ses responsabilités publicitaires, Christelle Delarue porte des revendications politiques dans la droite ligne des combats féministes contemporains. Ainsi, elle milite entre autres pour l'égalité salariale, contre les violences sexistes et sexuelles, pour la multiplication de role models féminins et pour l'engagement des marques via une politique marketing responsable en interne comme en externe (RSE). Elle accompagne, avec son agence, la coalition Women 7 chargée de porter les revendications d'une centaine d'associations féministes (UNICEF, ONE, Care France, Equipop, Oxfam...) en amont du sommet G7 à Biarritz en août 2019.
En février 2019, elle se joint au mouvement #MeTooPub après avoir dénoncé le sexisme et le harcèlement en agence de publicité par l'intermédiaire d'une tribune dans les colonnes du Monde. Plusieurs articles paraissent dans le même quotidien en mars et avril 2019 à la suite d'une investigation journalistique et le mouvement s'internationalise, soutenu entre autres par la célèbre publicitaire Cindy Gallop.
Le mouvement prend rapidement de l'ampleur. Elle lance de l'association Les Lionnes afin de promouvoir, protéger et défendre les droits des femmes publicitaires et communicantes. Plusieurs dizaines de lionnes rejoignent alors le collectif en quelques jours.

### Accusation de harcèlement
Le 3 mars 2021, Christelle Delarue est à son tour accusée de plusieurs types de harcèlements. Alors qu'elle rédige un essai sur le FemWashing, une dizaine d'anciens employés ayant été sous la direction de Christelle Delarue contactent Léa Lejeune. L'article qui parait par la suite dans Challenges est bien loin de l'image de la militante idéale. Les faits qui lui sont reprochés sont, entre autres, des cas de harcèlements moral. Les victimes présumées racontent avoir reçu à plusieurs reprises des textos tard le soir ou le week-end, une fois plusieurs dizaines de textos en vacances, de harcèlement sexuel et de feminisme washing (ou purplewashing).
Le 9 mars, l'application qui lutte contre tous types de harcèlement #NotMe qui l'engageait en tant que directrice du développement en France, interrompt sa collaboration avec elle à la suite des révélations faites dans l'article, de Challenges.

## Autres fonctions
Christelle Delarue est conseillère spéciale auprès de la Division Égalité des genres de l'UNESCO depuis le mois d'avril 2019. Elle intervient régulièrement en tant que conférencière lors d'évènements relatifs à l'égalité des sexes, à l'empowerment féminin ou à la publicité sexiste. Dans ce cadre, elle est intervenue  au Printemps des Fameuses et à l'Été des entrepreneuses, à l'Assemblée Nationale à l'occasion des Mercredis de l'Égalité, lors du colloque Paris sans pub sexiste avec la Mairie de Paris, au Forum Mondial pour la Démocratie à Strasbourg ou encore à l'UNESCO. En février 2019, elle devient membre du jury exécutif des Gerety Awards. Elle est aussi co-productrice de la série Clit Revolution en partenariat avec France Télévisions.